# Soapdish
Soapdish (Escándalo en el plató en España; Como en las telenovelas en México; Sopa de jabón en parte de Hispanoamérica) es una comedia de 1991 que narra los entresijos personales de los actores de un popular culebrón televisivo. La película estuvo dirigida por Michael Hoffman, basada en el guion de Robert Harling y Andrew Bergman.
Kevin Kline fue nominado al Globo de Oro al mejor actor de comedia o musical.

## Sinopsis
Celeste Talbert es una actriz partícipe de un popular culebron televisivo, pero su inseguridad la ha perseguido en toda su carrera. Al comenzar a grabar una nueva serie éxito, Celeste se topa con muchos problemas. Pero el más grande de todos es que mientras debe luchar para mantener su puesto, el productor consigue unir a Jeffrey a la serie, un actor con el que Celeste no se lleva del todo bien.

## Reparto
- Celeste Talbert interpretada por Sally Field.
- Jeffrey Anderson interpretado por Kevin Kline.
- David Barnes interpretado por Robert Downey Jr..
- Montanna Moorehead interpretada por Cathy Moriarthy.
- Lory Craven interpretada por Elizabeth Shue.
- Rose Schwarts interpretada por Whoopi Goldberg.
- Ariel Maloney interpretada por Teri Hatcher.
- Edmund Edwards interpreado por Garry Marshall.
- Betsy Faye Sharon interpretada por Carrie Fisher.
- Tawny Miller interpretada por Kathy Najimy.
- Mark interpretado por  Costas Mandylor.
- Bolt interpretado por Paul Johannson.
- Director Burton White interpretado por Arne Nannestad.
- Fran interpretada por Sheila Kelley.
- Extra interpretado por Jerry Slover.
- Camarógrafo interpretado por Keith Lane.

- Datos: Q180695